# Этнографический музей Мадейры
Этнографический музей Мадейры (порт. Museu Etnográfico da Madeira) — этнографический музей архипелага Мадейра, расположенный в муниципалитете Рибейра-Брава (автономный регион Мадейра); был открыт в июне 1996 года на территории усадьбы XVII века, принадлежавшей монастырю Санта-Клара-ду-Фуншал, на улице Руа-да-Багасейра.

## История и описание
Этнографический музей Мадейры, расположенный в муниципалитете Рибейра-Брава, разместился в поместье, построенном в XVII веке на землях монастыря Санта-Клара-ду-Фуншал, владевшего значительными земельными наделами в окрестностях посёлка. В 1710 году владелец здания, уже перешедшего в частную собственность, решил расширить его, добавив дополнительный этаж.
В XIX веке усадьба была перестроена для размещения заводских помещений — здесь был построен завод по обработке сахарного тростника. Во второй половине XX века, в 1974 году, бывший завод был приобретён генеральным советом автономного округа Фуншал. Впоследствии, по решению регионального правительства, здание было реконструировано и преобразовано в музейное пространство. Рядом с бывшей усадьбой был построен второй корпус специально для музея. Новый музей на улице Руа-да-Багасейра открылся 15 июня 1996 года.
Музей ставит себе задачей исследование, документирование, сохранение и распространение знаний о традиционной культуре архипелага Мадейра. Он имеет постоянную экспозицию, организованную по темам: производственная деятельность, транспорт, домашнее хозяйство и традиционная торговля. Собрание музея включает в себя коллекции предметов, связанных с различными социальными, экономическими и культурными аспектами жизни на архипелаге. Регулярно проводятся временные выставки.